# OLA VT 700
De VT 700 ook wel Coradia LINT 41 genoemd is een dieselmechanisch motorrijtuig of treinstel, een zogenaamde light train met lagevloerdeel voor het regionaal personenvervoer van de Ostseeland Verkehr GmbH (OLA).

## Geschiedenis
De LINT is ontworpen door fabrikant Linke-Hofmann-Busch (LHB) uit Salzgitter. Het acroniem LINT staat voor "Leichter Innovativer Nahverkehrstriebwagen". De treinen vervangen oudere treinen.
In het voorjaar van 2005 fuseerden de Ostmecklenburgische Eisenbahn GmbH (OME) en Mecklenburg Bahn GmbH (MB) tot Ostseeland Verkehr GmbH.
De Ostseeland Verkehr GmbH (OLA) is een private spoorwegonderneming met hoofdkantoor in Schwerin. De aandelen zijn voor 70% in handen van Veolia Transport en voor 30% in handen van Nahverkehr Schwerin GmbH (MEBA).

## Constructie en techniek
Het treinstel is opgebouwd uit een aluminium frame met een frontdeel van GVK. Het treinstel heeft een lagevloerdeel. Deze treinstellen kunnen tot drie stuks gecombineerd rijden. De treinstellen zijn uitgerust met luchtvering.

## Treindiensten
De treinen worden door Ostseeland Verkehr (OLA) op ingezet het volgend traject.
- Rehna - Schwerin - Parchim